# Rombidodekadodekaeder
| Rombidodedodekaeder                                | Rombidodedodekaeder                                   |
| -------------------------------------------------- | ----------------------------------------------------- |
|                                                    |                                                       |
| Vrsta                                              | uniformni zvezdni polieder                            |
| Elementi                                           | F = 54, E = 120, V =60 ({\displaystyle \chi \,} = -6) |
| Stranske ploskve po stranicah                      | 30{4}+12{5}+12{5/2}                                   |
| Wythoffov simbol                                   | 5/2 5 \| 2                                            |
| Simetrijska grupa                                  | Ih, [5,3], *532                                       |
| Bowerjeva okrajšava                                | Raded                                                 |
| Sklici                                             | U38, C48, W76                                         |
| srednji deltoidni heksekontaeder (dualni polieder) | 4.5/4.4.5 slika oglišč                                |

Rombidodedodekaeder je nekonveksni uniformni polieder z oznako (indeksom) U38. Ima Schläflijev simbol t0,2{5/3,5}. Po Wythoffovi konstrukciji bi ga lahko imenovali tudi kantelirani veliki dodekaeder.

## Sorodni poliedri
Rombidodekadodekaeder ima enako razvrstitev oglišč kot uniformni sestav desetih ali sestav dvajsetih tristranih prizem. Razen tega ima iste robove kot ikozidodekadodekaeder, ki ima skupne petkotne in pentagramske stranske ploskve ter rombiikozaeder, ki pa ima skupne kvadratne stranske ploskve. 
| konveksna ogrinjača | rombidodekadodekaeder            | ikozidodekaeder                    |
| rombiikozaeder      | sestav desetih tristranih prizem | sestav dvajsetih tristranih prizem |

## Kartezične koordinate
Kartezične koordinate oglišč uniformnega rombidodedodekaedra so vse parne permutacije vrednosti
(±1/τ2, 0, ±τ2))
(±1, ±1, ±(2τ−1))
(±2, ±1/τ, ±τ)
kjer je τ = (1+√5)/2  zlati rez, ki ga včasih označujemo s φ. 